# Moshe Beit haLevi
Moshe Beit haLevi ou ג'רי בית הלוי, dit Jerry Beit haLevi, né le 14 novembre 1912 à Łódź (Pologne) et mort le 14 février 1997, était un footballeur et entraîneur israélien.

## Palmarès
- Championnat d'Israël : 1929, 1937, 1939 et 1941
- Coupe d'Israël : 1929, 1930, 1933 et 1941